# Mission: Impossible – Ghost Protocol
Mission: Impossible – Ghost Protocol is een Amerikaanse actiefilm uit 2011 onder regie van Brad Bird. De productie won Saturn Awards in de categorieën 'beste actie/avonturenfilm' en 'beste montage'. De film is het vierde deel uit de filmserie die in 1996 begon met Mission: Impossible I, telkens met Tom Cruise in de hoofdrol.

## Verhaal
Geheim agent Ethan Hunt (Tom Cruise) van de IMF (Impossible Mission Force) en zijn teamgenoten William Brandt (Jeremy Renner) en Jane Carter (Paula Patton) worden beschuldigd van een terreuraanslag op het Kremlin, nadat dit door een explosie gedeeltelijk werd verwoest. De organisatie wordt daarop officieel ontbonden. Het drietal gaat niettemin samen met techneut Benji Dunn (Simon Pegg) op pad om de ware dader te vinden. Dit blijkt Kurt Hendricks (Mikael Nyqvist) te zijn: een strateeg die probeert een kernoorlog te ontketenen. Hunts team krijgt heimelijk de opdracht te verhinderen dat Hendricks aan Russische lanceercodes komt. Nadat dat mislukt gaan ze achter Hendricks aan om hem te stoppen.

## Rolverdeling
| Acteur             | Personage         | Opmerkingen         |
| ------------------ | ----------------- | ------------------- |
| Tom Cruise         | Ethan Hunt        |                     |
| Paula Patton       | Jane Carter       |                     |
| Jeremy Renner      | William Brandt    |                     |
| Simon Pegg         | Benji Dunn        |                     |
| Mikael Nyqvist     | Kurt Hendricks    |                     |
| Vladimir Mashkov   | Anatoly Sidirov   |                     |
| Samuli Edelmanm    | Wistrom           |                     |
| Ivan Shvedoff      | Leonid Lisenker   |                     |
| Anil Kapoor        | Brij Nath         |                     |
| Léa Seydoux        | Sabine Moreau     |                     |
| Josh Holloway      | Trevor Hanaway    |                     |
| Pavel Kríz         | Marek Stefanski   |                     |
| Miraj Grbic        | Bogdan            |                     |
| Ilia Volok         | The Fog           |                     |
| Andreas Wisniewski | The Fog's Contact |                     |
| Tom Wilkinson      | IMF Secretary     | niet genoemd        |
| Ving Rhames        | Luther Stickell   | Cameo, niet genoemd |
| Michelle Monaghan  | Julia Meade       | Cameo, niet genoemd |

## Productie
De film werd aangekondigd als Mission: Impossible 4 en gedeeltelijk opgenomen in IMAX. De opnames duurden van 30 september 2010 tot 19 maart 2011 en vonden plaats in Dubai, Praag, Moskou, Mumbai, Bengaluru en Vancouver. Hoofdrolspeler Cruise deed een stunt aan de buitenkant van de Burj Khalifa-toren zelf.
Cruise verklaarde oorspronkelijk dat deze film voor hem de laatste Mission Impossible was waaraan hij meewerkte. Het personage van Jeremy Renner zou de fakkel overnemen als hoofdpersoon in eventuele verdere vervolgen. Op de première zeiden Cruise, Pegg en Renner dat ze open staan om in een Mission Impossible V te verschijnen.

### Muziek
De originele soundtrack werd gecomponeerd door Michael Giacchino. Het album werd uitgebracht op 13 december 2011 door Varèse Sarabande.

## Trivia
- Ving Rhames zou aanvankelijk terugkeren in dit vervolg, maar wegens budgettaire redenen werd zijn aandeel aangepast. Hij verschijnt nu kort aan het eind van de film, waarin hij bij het afscheid van Ethan Hunt zegt: "See you in Kandahar". Even later krijgt Hunt een nieuwe missie.